# 諸道聴耳世間猿
『諸道聴耳世間猿』（しょどうききみみせけんざる）は、上田秋成によって江戸時代後期に著わされた読本（よみほん）作品。

## 概要
1766年（明和3年）刊。上田秋成の物語処女作であるが、和訳太郎（和氏訳太郎とも。「いたずら坊主」の意味）の戯名で発表。全五巻15話より成る。さまざまな芸能や職業に従事する人が巻き起こす騒動を、滑稽化して描いた作品。兵法家、相撲取、商人、女武道家、芸妓、祈禱師など諸芸諸道の徒を題材としたものが多いが、殆どの話が実在した当時の人物をモデルにしているとされる。

## 収録噺
- 要害は間に合はぬ商人の城廓  - 和泉堺の薬屋が武芸に熱中するあまり、小西行長の末裔だと自称して大名に召し抱えを画策する。
- 貧乏は神とゞまります裏貸家  - 神道者の後家が娘を舞子にし荒稼ぎする。二人目の夫は、反対に神道にかぶれ神主となる。
- 文盲は昔づくりの家蔵  - 無学なのに目利き通ぶる大坂北浜の米問屋が、偽の茶器名物を掴まされ、道具仲間から目違い先生と陰口を叩かれる。
- 孝行は心ありけり相撲取り - 播磨高砂の相生浦という貧しい力士が、福の神に神力を借り全勝させてもらう。しかし、京の勧進相撲に行く途中で貧乏神に会い病気になってしまう。
- 宗旨は一向　目の見えぬ信心者 - 河内柏原の一向宗門徒の長男が、旅先で追いはぎにあい傷が元で亡くなる。芝居狂いの次男も飛び入りで舞台に出て、荒事の綱が切れ事故死する。
- 呑みこみは　鬼一口の色茶屋 - 江戸深川で鬼の喜介と呼ばれる茶屋の経営者が、つけの溜まった客の鼓打ち宅に借金取り立てに行く。ところが畳まで売り払い、丸裸でいるのを見て呆れ、反対に金を置いていく。
- 器量は見るに貧乏の雨舎り - 武士に憧れ、侍の恰好で江戸見物に来た上方の町人が、美貌の尼と見習いの娘二人だけの庵で雨宿りをする。ご馳走になり自分に気があると誤解するが、実は尼僧は薙刀や剣の達人で稽古相手が欲しかったと判る。武芸の心得が皆無の偽侍は、仲間（ちゅうげん）に扮装させた手代と共に、逃げるようにして土砂降りのなか退散する。
- 見過ぎは危ない軽業の口上 - 近江大津から家出をしてきた道楽者が、軽業の口上をして暮らしていたが、人相見に諭され実家に戻る。
- 雀は百まで　舞子の年寄 - 京の宇治に五十過ぎた舞子が居たが、大年増で相手にされない。その息子には悪癖があり、僧侶の寺小姓になった。
- 兄弟は気の合わぬ　他人の始め - 奈良で墨屋を営む兄弟は、兄は仕事一筋の吝嗇家。弟は取り巻きを連れた道楽者でそりが合わない。結局は家業に失敗し、店を手放して借家住まいとなる。
- 評判は黒吉の役者付あひ - 上方から富豪を連れて、江戸に物見遊山に出掛けた芝居好きの男。双六で得た知識で知ったかぶりをして解説していたが、そのうちに実際の景色に驚くようになる。
- 公界は既に三年の喪服 - 唐土大夫と名乗る女郎は、中国好みのうえ儒学の話までするので客が閉口する。ところが香具屋と駆け落ちしてしまい、客や同僚は仰天する。
- 昔は抹香けむたからぬ夜咄 - 夜遊びの好事家がたむろする商家がある。ある晩、狐釣りをするという浪人に誘われ、重箱を持って皆で出かけていく。しかし、狐は出て来ず化かされる事もなく終わる。
- 祈祷はなでこむ天狗の羽箒 - やぶと評判の町医者が、霊山参拝のおりに天狗に誘拐されたと騒ぎになる。神隠しから月日を経て戻ると、何故か名医になっていて皆が不思議がる。
- 浮気は一花　嵯峨野の片折戸 - 勘当された放蕩息子が太夫を身請けして嵯峨野に住ませていた。ところが囲い宅の隣は追い剥ぎの巣窟で、向かいの家には書画骨董の贋作を作る、怪しげな職人や商人が出入りしている。遊び人の息子も恐ろしくなり、太夫を連れ帰る。

## 特記事項
続編として『続諸道聴耳世間猿』（世間猿後篇の表記もあり）が予告されたが、発表されなかった。